# Banjo-Kazooie (jeu vidéo)
Vous lisez un « article de qualité » labellisé en 2018.
Cet article concerne le jeu vidéo. Pour la série de jeux vidéo, voir Banjo-Kazooie (série).
Banjo-Kazooie est un jeu vidéo de plates-formes en trois dimensions développé par Rare et édité par Nintendo en 1998 sur Nintendo 64. Il relate l'histoire de Banjo, l'ours, et de son amie Kazooie, l'oiseau, luttant contre la sorcière Gruntilda qui a enlevé la sœur de Banjo, Tooty, pour lui voler sa beauté. Le jeu comporte neuf niveaux non linéaires dans lesquels le joueur doit utiliser le large éventail de capacités des personnages pour récolter des pièces de puzzle et des notes de musique. Le jeu propose des mini-jeux tels que résoudre des énigmes, sauter par-dessus des obstacles, collecter des objets et vaincre des adversaires.
Le jeu est au départ Project Dream, un jeu d'aventure développé sur la Super Nintendo avec la technique appelée ACM, utilisée sur la série des Donkey Kong Country. Le projet est alors déplacé sur la Nintendo 64 qui vient d'être mise au point par Nintendo, puis le jeu évolue progressivement vers Banjo-Kazooie, un jeu similaire à Super Mario 64, auquel il est souvent comparé.
Banjo-Kazooie est un succès critique et commercial. Il s'écoule à plus de 1,8 million de copies aux États-Unis et plus de 405 000 unités au Japon. Il est apprécié par la presse spécialisée pour la qualité de ses graphismes et de sa bande-son. En 1999, Banjo-Kazooie reçoit deux prix de la part de l'Academy of Interactive Arts and Sciences dans la catégorie des meilleurs jeux d'action de l'année sur console et des réalisations exceptionnelles en art ou graphisme. Le jeu est réédité sur Xbox Live Arcade en 2008 sur Xbox 360, puis en 2015 sur Xbox One dans la compilation Rare Replay, et en 2022 sur Nintendo Switch via le Nintendo Switch Online. C'est le premier opus de la série de jeux vidéo Banjo-Kazooie, comportant plusieurs suites et jeux dérivés tels que Banjo-Tooie, Nuts and Bolts, La Revanche de Grunty et Banjo-Pilot.

## Trame
Banjo-Kazooie se déroule dans un univers composé de la montagne spirale d'une part, et d'autre part de la tanière de Gruntilda, qui donne accès à neuf mondes ; chacun d'entre eux présente un thème particulier, comme l'Égypte, une île avec un phare, un vieux cargo et son port, des décors inquiétants, un manoir hanté et son jardin labyrinthique, ou un passage d'un univers chaud à un univers froid, du désert à la neige,,.
Le scénario retrace l'histoire de Banjo, un ours brun mâle, et de son amie Kazooie, un héron à crête rouge, qu'il transporte tout le temps dans son sac à dos. Tooty est la sœur cadette de Banjo. Brentilda est une fée bienfaisante, à l’opposé de sa sœur Gruntilda, la méchante sorcière. Brentilda aide Banjo et Kazooie notamment en leur donnant des indications sur Gruntilda. Au cours de leur périple, le duo rencontre deux nouveaux alliés : Bottles la taupe malvoyante et Mumbo Jumbo, un chaman qui n'est autre que l'ancien maître de Gruntilda. Les deux compères affrontent toute une panoplie d'ennemis qui prennent la forme d'animaux ou d'insectes, rampants, volants ou sautillants.
Jalouse de Brentilda, qui a bénéficié de toute la beauté et des attraits de la famille, la caractérielle Gruntilda conçoit une machine qui permet de transférer la beauté de quelqu'un dans un autre être vivant. Elle apprend grâce à son chaudron magique Dingpot que Tooty est plus belle qu'elle. Gruntilda enlève alors  la sœur de Banjo pour utiliser sa machine, tandis que celui-ci est en train de dormir. Banjo et Kazooie partent alors la secourir, et Bottles leur apprend que c'est Gruntilda qui l'a enlevé. Elle leur conseille de s'entraîner en récupérant des notes de musique et des pièces de puzzle avant de s'aventurer dans sa tanière.
Lorsque le duo a récupéré la plupart des notes de musique et des pièces de puzzle et avant le combat final contre Gruntilda, il doit gagner une sorte de jeu de l'oie, composé de questions et d'énigmes en relation avec certains aspects du jeu et des mini-jeux rencontrés durant la partie. Banjo et Kazooie affrontent Gruntilda dans un face-à-face et réussissent à la faire fuir. Tooty, Banjo et Kazooie se réunissent alors pour fêter leur victoire avec leurs amis. Cependant, Tooty prévient le duo que Gruntilda vient de les défier à nouveau. Banjo et Kazooie retournent alors dans sa tanière et escaladent la tour. Ils affrontent une nouvelle fois la sorcière en haut de celle-ci et, avec l'aide de créatures appelées Jinjos, réussissent à la vaincre, puis elle se retrouve bloquée sous un rocher. Tous peuvent alors célébrer la victoire, alors que Gruntilda appelle à l'aide son frère et homme de main nommée Klungo, afin de la libérer. Les cinématiques de fin du jeu introduisent et abordent très largement l'épisode suivant, intitulé Banjo-Tooie.

## Système de jeu

### Généralités
Banjo-Kazooie est un jeu de plates-formes solo dans lequel le joueur contrôle deux protagonistes qui évoluent dans un univers en trois dimensions, affiché dans une vue à la troisième personne. Une option permet une vue subjective à 360° et le joueur peut à tout moment faire pivoter la caméra et la placer dans l'angle qu'il désire. À certains moments-clés comme des passages étroits, la caméra reste fixe. Le jeu offre une ambiance humoristique grâce à de nombreux gags potaches et une musique enfantine. Neuf niveaux existent dans ce monde et chacun d'entre eux est composé d'un certain nombre de défis qui impliquent la résolution d'énigmes, de séquences de jeu de plates-formes, de collecte d'objets, mais aussi des combats contre des ennemis. Le jeu comporte également quelques éléments de jeu d'action-aventure. Les joueurs sont régulièrement obligés de converser avec les personnages non-joueurs, afin de trouver une solution pour les aider. Le gameplay propose quelques mini-jeux à résoudre, pour certains en une durée limitée. Le premier niveau est un didacticiel obligatoire.
| Pièce de puzzle de couleur orangée. |  | Deux croches lien haut. |
| Le joueur doit collecter des pièces de puzzle afin d'accéder aux différents niveaux et des notes de musique pour ouvrir tous les passages. |  |                         |

Durant le jeu, le joueur doit récupérer des notes musicales (au nombre de 900) et des pièces de puzzle (100), qui lui permettent de progresser,. Le joueur transite d'un niveau à l'autre via la tanière de Gruntilda, qui sert d'overworld. Les pièces permettent au joueur de compléter des tableaux qui ouvrent des portes, des trappes ou des grilles vers les niveaux suivants, tandis que les notes de musique ouvrent l'accès des niveaux inférieurs de chaque niveau en déverrouillant les portes musicales. À l'instar de Super Mario 64, le gameplay très ouvert permet au joueur de collecter les pièces et les notes dans un ordre non-linéaire. Le joueur a également la possibilité d'éviter certains niveaux s'il possède assez de ces items pour avancer dans le jeu,,.

### Actions et mouvements
Banjo et Kazooie peuvent réaliser une palette de plus d'une vingtaine de mouvements et d'actions. La plupart des mouvements peuvent être appris auprès d'un personnage ami nommé Bottles, une taupe que le joueur peut rencontrer régulièrement dans le jeu, grâce aux taupinières dispersées dans les niveaux,,. Toutes les actions et capacités des personnages doivent être apprises progressivement, au fur et à mesure que le jeu avance. Certains mouvements ne peuvent être effectués que si le joueur possède des objets précis. D'autres permettent aux personnages d'acquérir, à des moments-clés, des capacités momentanées et limitées dans le temps. Par exemple, les « super chaussures » permettent d'augmenter la vitesse de déplacement et d'atteindre la destination dans le temps imparti.
Les deux personnages sont complémentaires. Banjo, axé sur la force, affronte la plupart des ennemis alors que Kazooie, plus rapide et capable de voler, n'intervient que pour réaliser des tâches à des moments particuliers,. Le joueur doit donc alterner entre les deux personnages en fonction de l'obstacle ou de la difficulté qu'il rencontre,. Le duo peut sauter ou effectuer un saut périlleux, grimper, nager et voler, et a toute une panoplie d'attaques à sa disposition. Banjo peut faire des roulades contre les ennemis et leur donner des coups de poing. Kazooie donne des coups de bec au sol et en vol, peut faire une attaque en piqué. Ensemble, ils peuvent bousculer ennemis ou objets en donnant simultanément un coup de bec et d'épaule. Les personnages peuvent lancer des œufs ramassables à travers les niveaux. Pour voler, le duo doit obtenir des plumes rouges, des objets disséminés dans les niveaux. Plus les personnages volent, plus le stock de cinquante plumes maximum s’épuise. Le joueur peut aussi récupérer les bottes (échasses), qui permettent d'arpenter les sols dangereux et les chaussures qui permettent de courir plus vite.

### Transformations et autres objets
Banjo et Kazooie sont parfois aidés par leur ami Mumbo Jumbo, qui peut utiliser ses pouvoirs magiques pour les transformer en diverses créatures comme un termite, une citrouille, une abeille, un morse et un crocodile. Il possède une hutte dans chaque niveau, permettant au duo de le rencontrer régulièrement. Lors de ces transformations, le personnage principal obtient de nouvelles capacités qui lui permettent d'accéder à des zones jusque-là inaccessibles. Par exemple, le morse peut supporter le contact de l'eau glacée. Les objets appelés « gri-gri », en forme de crâne humain, permettent d'obtenir une transformation auprès de Mumbo Jumbo,.
Il est également possible d'augmenter la barre d'énergie de Banjo et Kazooie, composée d'alvéoles de miel, en récoltant des alvéoles vides cachées et disséminées dans les niveaux ; il en faut six pour obtenir une nouvelle alvéole. Les alvéoles pleines permettent de régénérer les points de vie. De plus, le joueur peut ouvrir des ruches rencontrées çà et là pour manger le miel qui s'y trouve et regagner de la vie. Le joueur peut aussi régénérer la barre de vie de ses personnages grâce à la fée Brentilda.
Des plumes dorées, qui peuvent être récoltées à travers les niveaux, rendent le duo temporairement invincible. Le joueur peut récolter cinq jingos de couleur différente par niveau, des petites créatures de différentes couleurs fluorescentes, qui donnent une pièce de puzzle. Celles-ci tentent d'attirer le joueur vers elles grâce à un petit sifflement. Une statuette dorée offrant une vie supplémentaire peut également être récoltée. Le joueur peut déclencher un interrupteur (de sorcière, ou de puzzle) par niveau, qui indique l'emplacement des pièces de puzzle dans la tanière de Gruntilda. Certains comportent un compte à rebours faisant disparaitre l'objet à la fin du décompte, obligeant le joueur à le prendre dans le temps imparti, sinon à recommencer.
Il existe également des chaudrons disséminés dans les niveaux, qui marchent par paire et permettent aux protagonistes de se téléporter. Le jeu propose des écrans de statistiques rappelant le total des divers items collectés ou les durées de jeu. La collecte de cent notes de musique rapporte une vie supplémentaire. Des codes de triche peuvent également être débloqués grâce aux trois grimoires de Gruntilda appelés Cheato,. Ils permettent par exemple d'augmenter la capacité d'œufs ou de plumes. Sur le sol figurent également parfois des disques servant de tremplins d'envol, marquant le point d'entrée dans un monde ou qui offrent la possibilité de réaliser un super saut.

## Développement

### Project Dream

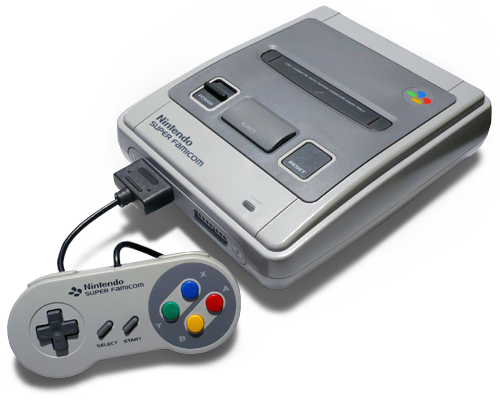
Banjo-Kazooie prend ses racines dans Project Dream, un jeu d'action-aventure prévu pour la Super Nintendo et qui est finalement abandonné.

Banjo-Kazooie est développé par Rare et conçu par Gregg Mayles. Le projet initial est nommé Project Dream (également appelé Dream: Land of Giants), un jeu d'action-aventure prévu pour la Super Nintendo et qui est finalement abandonné. Project Dream a été développé par l'équipe qui a précédemment conçu Donkey Kong Country 2: Diddy's Kong Quest. Project Dream utilise la technique graphique mise au point par Rare appelée ACM — Advanced Computer Modelling — et précédemment utilisée pour Donkey Kong Country. Project Dream a permis de la développer à un niveau auparavant inégalé, au-delà de DKC2,.
À l'origine, ce jeu met en scène un jeune garçon appelé Edison et son chien Dinger ; Edison entre en possession d'une épée de bois, puis rencontre et intègre un groupe de pirates, bien qu'il soit inexpérimenté dans ce domaine. Cependant, Rare estime que le personnage est trop « générique » et au fur et à mesure que le développement avance, Edison est successivement remplacé par un lapin bipède, puis par un ours qui devient Banjo en octobre 1996, avec un sac à dos dans lequel figurent tous les objets utiles à son aventure,. Kazooie est créé peu de temps après.
Bien que ce projet soit en développement depuis plusieurs mois, l'équipe bascule finalement sur la nouvelle plate-forme de jeu de Nintendo, la Nintendo 64, et continue à travailler pendant plus d'une année. L'équipe réussit toutefois à transférer une grande partie du code source de Project Dream lors du passage de la technologie 16 bits à la 64 bits. Cependant, Rare se rend compte, à ce moment-là, de la portée du jeu et comprend que les choix effectués concernant la technologie utilisée impliqueraient de nombreuses années de développement,. Le travail sur Banjo-Kazooie débute donc « sérieusement » en abandonnant la technologie liée à Project Dream. Avec ce nouveau matériel, l'équipe veut directement effectuer le rendu la géométrie des modèles 3D. Malheureusement, la nouvelle plate-forme n'est pas capable de produire un rendu d'une telle qualité. L'équipe tente alors de créer un jeu avec des décors en trois dimensions avec des sprites en deux dimensions, mais elle fait face à des problèmes de caméra avec ses sprites multi-couches ; lorsque les angles de vue changent, les sprites se chevauchent. D'un autre côté, l'équipe qui travaille au même moment chez Rare sur Conker's Quest (qui deviendra Conker's Bad Fur Day) également sur Nintendo 64, fait de très gros progrès dans une approche différente, une technologie affichant une 3D complète. Project Dream bascule alors sur cette technologie, et devient progressivement un jeu de plates-formes plus traditionnel.

### Équipe et influences
Le développement sur Banjo-Kazooie débute réellement en mars 1997, avec une équipe de dix personnes. Cependant, cinq personnes supplémentaires rejoignent le projet à mesure de l'avancée du processus,. L'équipe est alors constituée de sept ingénieurs, cinq artistes, deux concepteurs et un musicien. Elle est composée à la fois de personnes débutantes n'ayant jamais travaillé sur un jeu vidéo et de développeurs expérimentés travaillant chez Rare depuis dix ans.
L'univers en trois dimensions de Super Mario 64 sert d'inspiration aux concepteurs, tout-comme l'aspect visuel de Donkey Kong Country. Si Banjo-Kazooie est très largement comparé au jeu du célèbre plombier, Rare ne se fixe pas pour idée de départ d'en faire une version améliorée, car faire une copie d'un autre jeu est peu inspirant, selon l'équipe. Elle tente plutôt de suivre sa propre voie et développer un jeu qui lui est spécifique, mais en s'inspirant aussi d'autres jeux et pas seulement de Super Mario 64. Malgré tout, Mayles concède qu'il existe de nombreux points communs entre Banjo-Kazooie et l'adaptation en trois dimensions de la franchise de Shigeru Miyamoto.
En outre, Rare décide de repousser la sortie initialement prévue pour la fin 1997, selon l'un des membres de l'équipe, dans le but de « faire plus sur ce jeu », dont l'entreprise pense qu'il pourrait être la « killer [application] de Mario 64 ». Le jeu est conçu pour plaire à toutes les catégories d'âge à la manière des films Disney. Les développeurs décident au départ de créer des personnages pouvant plaire au plus jeune public, mais en rajoutant de l'humour et de la vivacité que les joueurs plus âgés peuvent apprécier.

### Personnages
Rare décide de faire un jeu exclusivement centré sur le personnage de Banjo et ses capacités. Kazooie est conçu plus tard, durant le développement des capacités du personnage principal. L'équipe imagine une paire d'ailes dans le sac à dos du personnage, afin qu'il puisse réaliser un second saut en l'air, pour se sortir de situations difficiles. L'équipe pense à cette paire d'ailes pour rendre cette fonctionnalité plus crédible, car elle trouve un peu « bizarre » d'appuyer sur un bouton et simplement refaire sauter le personnage en l'air. Elle veut aussi que Banjo puisse courir très vite si besoin, et ajoute donc une paire de jambes qui apparaissent sous son sac à dos. Par la suite, l'équipe conclut que cela peut amener à la création d'un nouveau personnage, vivant dans le sac à dos,.

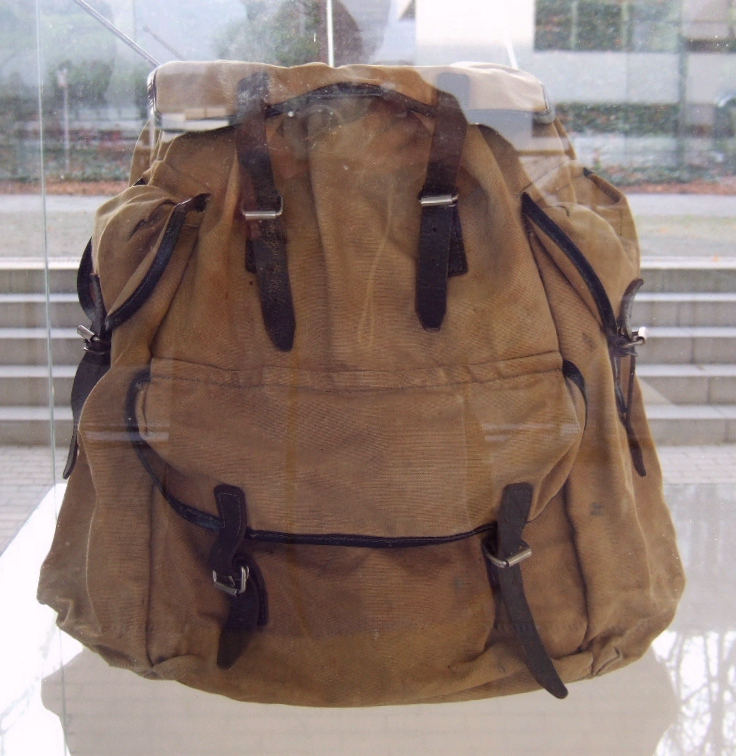
L'équipe imagine une paire d'ailes sortant du sac à dos du personnage, puis des pattes qui sortent en dessous. Ceci conduit l'équipe à imaginer un personnage vivant en permanence dans le sac.

La quasi-totalité des capacités de Banjo sont alors transférées vers ce nouveau personnage féminin, en lui octroyant un esprit sarcastique pour équilibrer le duo avec la nature charmante et bonne de Banjo. Certains observateurs appartenant à Nintendo « ont eu du mal à comprendre l'humour d'autodérision et le torrent de sarcasmes sans fin que [le personnage de] Kazooie » a connu. Ceci n'a pas empêché au jeu de recevoir un accueil populaire au Japon. Le gameplay oblige le joueur à choisir le bon personnage et les bonnes capacités en fonction de la situation. C'est un mécanisme de jeu que Rare a déjà utilisé dans de précédents jeux, notamment dans Donkey Kong Country.
Kazooie tient son nom du kazoo, considéré selon Mayles comme un instrument de musique ennuyeux, à l'image de la personnalité du personnage. En réalité, un des membres de l'équipe pense que si Banjo s'appelle ainsi, il doit alors jouer du banjo, ce qui est mis en scène dans la séquence cinématique d'introduction du jeu. Par cohérence et afin qu'il puisse réaliser des duos de musique, l'oiseau est donc nommé Kazoo. Cependant, des problèmes de droits d'auteurs empêchent l'utilisation de ce terme, qui est alors modifié vers celui de Kazooie.
Sur le même principe, Tooty est d'abord nommée Piccolo, d'après l'instrument du même nom dont elle joue. Les dialogues du jeu sont exclusivement composés de marmonnements, afin de transmettre la personnalité des personnages sans langage. Rare considère alors qu'un mode d'expression réel aurait desservi la perception des personnages. Selon Mayles, à l'époque, les dialogues dans les jeux vidéo en sont à leur balbutiement et l'équipe juge que cela n'apporte rien à l'expérience de jeu. D'autre part, les marmonnements ont été faciles à mettre en place et ont en outre apporté un aspect unique au jeu.
La plupart des grognements sont inspirés d'expressions ou de phrases mal prononcées dans les locaux de Rare. Kirkhope enregistre un sample de sa voix disant thank you, mais Nintendo est persuadé qu'il dit fuck you. Il recommence alors près de cinquante fois la prise, et a vraiment du mal à convaincre l'entreprise nipponne que ce n'est pas le cas. Rare est même accusé d'introduire sournoisement des propos déplacés.
La sorcière Gruntilda est inspirée par Grotbags, un personnage de la série télévisée britannique destinée aux enfants, diffusée à partir de 1981 et intitulée Emu's All Live Pink Windmill Show. Mayles dévoile que Bottles, la taupe malvoyante, peut être assimilée à un enfant typique, que l'on retrouve fréquemment dans chaque école, et qui porte des lunettes très épaisses. Il confirme également que les rumeurs disant que Banjo et Kazooie sont des caricatures des fondateurs de Rare Tim et Chris Stamper sont fausses. Le personnage de Mumbo Jumbo est au départ un jingo à qui ont été rajoutés un crâne humain et des plumes.

### Items etlevel design

La plume, l'œuf, le miel et les notes de musique découlent des animaux servant de personnages centraux et des musiques du jeu.

Si les items comme la plume, l'œuf, le miel et les notes de musique découlent des animaux servant de personnages centraux et des musiques du jeu, il n'en est pas de même avec les pièces de puzzle. Selon Mayles, tout bon jeu de plates-formes doit comporter son lot d'objets à ramasser. Mais Mayles ne veut pas inclure un simple item, qui comme la plupart d'entre-eux, brille : il veut que ces items soient reliés au déblocage progressif des niveaux. De ceci découle donc l'idée de créer des images et des pièces de puzzles pour les compléter.
Les Jingos, les petits personnages à récolter, sont un concept directement repris du développement de Donkey Kong Country, mais qui n'avait alors pas été retenu. À l'époque, ils sont pensés comme des objets cherchant à se cacher ; la situation est inversée dans Banjo-Kazooie, puisqu'un petit sifflement tente d'attirer le joueur vers lui. Les Jingos sont inspirés de Grant Kirkhope, compositeur roux (ginger en anglais) surnommé Ed Ginge, d'où découle aussi le nom jingo. La première version de ces personnages est de couleur orange, comme ses cheveux. Les premiers croquis de ces personnages sont pensés pour devenir Kazooie. De la même manière, le poisson Roysten tire son nom de celui du deuxième nom d'un des artistes de l'équipe.
Pour afficher Banjo sur la montagne de Mumbo, l'équipe décide de changer la taille du personnage afin de créer l'illusion d'une grande distance. Cet effet sur l'échelle leur donne l'idée de transformer le personnage en petit animal, en particulier en termite. Le choix des transformations, en crocodile ou en abeille par exemple, est dicté par le level design. L'équipe a d'abord choisi les thèmes de chaque niveau et ensuite décidé des transformations les plus appropriées à chaque thème.
L'équipe veut que les joueurs puissent voyager dans des mondes plus vastes que dans la réalité, tout en restant crédibles malgré leur évident aspect fantastique. Quand les thèmes de chaque niveau sont arrêtés, l'équipe réalise pour chacun d'entre eux une liste d'éléments à inclure. Par exemple, le niveau Treasure Cove simule une île déserte, qui intègre de nombreux éléments qui peuvent généralement être assimilés à ce lieu, notamment des crabes, des pirates, un bateau naufragé, un château de sable, un phare et un trésor. En dernier lieu, un note d'humour est toujours rajoutée dans ces niveaux. Au départ, l'équipe veut inclure plus de niveaux que les neuf qui composent le jeu. Certains ont été supprimés, en particulier des niveaux appelés Hammerhead Beach, Mount Fire Eyes et Fungus Forest. Certains éléments de ce dernier ont été intégrés dans Donkey Kong 64 et d'autres parties sont transférées dans les autres niveaux de Banjo-Kazooie.
Durant le développement, la fin du jeu devait être différente et un mode de jeu supplémentaire en découlait. Cependant, par faute de temps, ces fonctionnalités n'ont pas été intégrées. Lors de la conclusion du combat final, Gruntilda était censée transformer Banjo en grenouille. Puis, le joueur prenait le contrôle de Tooty alors libérée et explorait les niveaux à la recherche de pièces de Mumbo, afin de lui rendre son apparence normale. Mais la fin a été modifiée et ce concept des pièces de Mumbo a été intégré plus tard dans la suite du jeu, Banjo-Tooie.
Dans un jeu affiché en deux dimensions, il est facile de faire sauter un personnage sur des éléments de décors, alors qu'en trois dimensions cela devient plus compliqué. Par conséquent, l'équipe a essayé d'aider le joueur en attirant son attention sur ces éléments, mais surtout de ne pas faire des phases de plates-formes un aspect essentiel du jeu, en abordant les choses selon une approche différente.

### Technique
Banjo-Kazooie utilise une technique particulière afin d'afficher les graphismes. Les personnages sont créés avec une quantité minimale de textures afin de leur donner un aspect net et précis, alors que les fonds sont composés de grandes textures divisées en morceaux de 64 × 64, c'est-à-dire la texture la plus grande que la Nintendo 64 puisse afficher. Cependant, cette technique provoque de nombreux problèmes de fragmentation de la mémoire. Toutefois, les développeurs ont réussi à créer un système propriétaire afin de résoudre ces problèmes, permettant de redistribuer de la mémoire au fur et à mesure que le joueur avance dans le jeu. Selon le programmeur principal Chris Sutherland, aucun autre jeu Nintendo 64 de cette époque n'a fait comme ça. Si les personnages joueurs et les décors sont affichés instantanément, les objets ne sont pas affichés au loin de sorte que par exemple, lorsque le joueur regarde depuis une hauteur, il voit un niveau vide.
À l'époque du développement, il n'existe pas de standard de placement des caméras dans un univers en trois dimensions. L'équipe regarde donc attentivement comment est géré cet aspect dans Super Mario 64. Certains visuels sont issus du projet Project Dream et sont recyclés, complétés, adaptés et améliorés.
Rare veut au départ inclure un mode multijoueur et plus de niveaux, mais le manque de temps empêche ces ajouts,. Certains de ces éléments sont par la suite introduits dans la suite intitulée Banjo-Tooie. De plus, la fonctionnalité appelée Stop 'N' Swop, qui permet de transférer des données entre Banjo-Kazooie et Banjo-Tooie, est introduite, mais de manière encore incomplète. Elle n'a jamais été complètement intégrée à cause de problèmes techniques relatifs au matériel de la Nintendo 64.

### Bilan
Le développement prend au total dix-sept mois à partir du moment où Rare arrête Project Dream. Les deux premiers mois servent à réaliser des expérimentations avec le moteur graphique de Dream. Le premier niveau a par la suite été créé en une seule semaine.
Malgré le succès et la qualité des jeux Donkey Kong Country, Nintendo n'a pas mis la pression à Rare pour réaliser un très grand jeu. Mayles rappelle que malgré travail sur la franchise Donkey Kong Country, Rare est un studio indépendant, notamment sur la création de Banjo-Kazooie et qui n'a « pas à montrer à Nintendo » ses projets tant qu'il ne l'a pas décidé. L'équipe considère que l'humour présent dans le jeu relate simplement l'ambiance, et le ton à l'époque dans l'équipe et les studios de Rare. L'équipe n'a pas hésité à s'inspirer des membres de l'équipe et donc fait preuve d'autodérision.
Le jeu est présenté pour la première fois à l'E3 1997,. Le niveau appelé Clancer's cavern est présenté lors du Space World 97. La sortie du jeu est initialement prévue pour la fin de l'année 1997, avant d'être repoussée en raison d'une surcharge de travail de l'équipe de développeurs, Rare voulant en faire plus et surpasser Super Mario 64.

## Bande-son

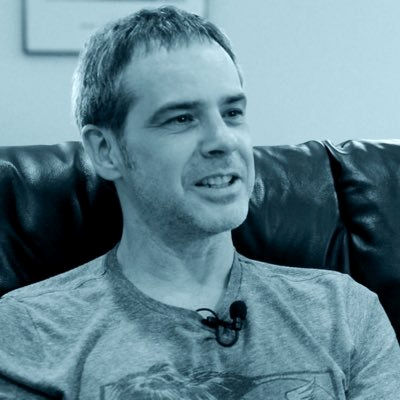
Grant Kirkhope compose la bande-son du jeu.

Les musiques du jeu sont composées par Grant Kirkhope. Au départ, c'est David Wise qui travaille sur la bande-son de Project Dream. Kirkhope travaille sur la bande-son de GoldenEye 007 et vers la fin du développement de ce jeu, les frères Stamper lui imposent de rejoindre Project Dream. Wise et Kirkhope collaborent et apportent chacun des musiques. Cependant, Chris Stamper réquisitionne Wise pour le placer sur le projet Pro A.M. 64 qui deviendra Diddy Kong Racing.
L'équipe veut que les personnages chantent et jouent de la musique. Ceci est donc intégré, mais les chants sont par la suite retirés. L'équipe s'inspire de films de la franchise Star Wars dans lesquels chaque personnage important possède son thème musical propre, notamment Dark Vador. La voix de Clanker est celle de Banjo jouée au ralenti.
Les musiques sont conçues pour que la transition entre chaque morceau passe d'un genre musical à un autre sans pause et que la bande-son entière puisse être jouée en boucle continuellement. Le rythme de la musique change en fonction de l'intensité de l'action, mais aussi lorsque les personnages permutent entre eux,. Elle passe des airs les plus enjoués aux ambiances plus sombres dans certains niveaux. Lors des phases sous-marines, la musique s’adoucit. Le thème de la sorcière Gruntilda est très fortement inspiré de la chanson Teddy Bears' Picnic.
Une bande originale incomplète composée de 17 pistes est publiée en 1998 par Pony Canyon,. En 2014, la bande originale complète de 164 titres est proposée par Grant Kirkhope sur Bandcamp. En 2015, à l'occasion de la sortie du jeu dans la compilation Rare Replay sur Xbox One, la bande originale sort en vinyle en édition limitée,.

## Commercialisation
Banjo-Kazooie sort le 30 juin 1998 en Amérique du Nord, le 7 juillet 1998 en Europe et le 5 décembre 1998 au Japon sous le titre バンジョーとカズーイの大冒険.
Une version Xbox Live Arcade de Banjo-Kazooie développée par 4J Studios est commercialisée sur Xbox 360 le 3 décembre 2008,,. Cette version fonctionne en widescreen, inclut des succès et intègre la fonctionnalité de connectivité Stop 'N' Swop, qui était intégrée dans le jeu original mais de manière incomplète. Cette dernière permet alors de débloquer des fonctionnalités dans Banjo-Kazooie: Nuts and Bolts et dans la version de Banjo-Tooie qui est alors prévue pour être publiée sur le Xbox Live Arcade en 2009,.
Banjo-Kazooie devient disponible à partir du 21 janvier 2022 sur Nintendo Switch via un abonnement au Nintendo Switch Online avec le pack additionnel qui inclut, notamment, d'autres jeux de Nintendo 64.

## Accueil

### Critiques de la version originale
Banjo-Kazooie est un succès tant critique que commercial. Plus d'1,8 million de copies sont écoulées aux États-Unis et plus de 405 000 unités au Japon,.
IGN juge les graphismes inégalés et Nintendo Power les considère comme étant « phénoménaux » et « les meilleurs [du] genre ». Pour Player One, la 3D est un ajout majeur au service du jeu et les graphismes sont « nettement plus fouillés » que ceux de Mario 64. GameSpot relève également des graphismes allant bien au-delà de ceux de Super Mario 64. Consoles + estime que les mondes ressemblent à ceux de Super Mario 64 et relève des textures d'une rare finesse, la variété des décors aux coloris très vifs. Le magazine remarque l'absence de clipping et l'affichage immédiat des éléments du décors. Joystick relève des animations détaillées et des graphismes à la hauteur des capacités de la plate-forme. Joypad estime que l'essentiel du jeu à retenir est la qualité de ses graphismes, le plaçant parmi « les plus beaux jeux de la N64 ». Selon Consoles +, il y a des problèmes de caméra, qui « n'est pas toujours bien placée ».
GameSpot remarque que c'est dans certains endroits étroits que la caméra a du mal à afficher le jeu correctement. Ces problèmes sont confirmés par Joypad. Joystick et Joypad notent quelques ralentissements,.
Player One considère que le jeu ne fait pas que reprendre ce qui se fait dans des jeux en trois dimensions, mais apporte des concepts innovants. Joystick apprécie la non-linéarité du scénario. Joypad note une nouvelle fois de plus une ambiance enfantine. IGN considère que l'interaction entre les personnages améliore l'expérience de jeu. Player One indique que le jeu témoigne d'une durée de vie du jeu un peu courte et c'est une remarque que Nintendo Magazine, qui aurait aimé avoir plus de niveaux, relève également. D'après Joypad, du point de vue du gameplay, il n'y a rien de bien neuf, mis à part les quelques transformations et certains mouvements du duo de personnages. Joypad juge la maniabilité peu évidente durant les phases de nage. IGN regrette que le jeu ne soit jouable qu'en solo.
Consoles + qualifie les bruitages d'hilarants. Joypad et Nintendo Magazine relèvent les bruits et les musiques variant en fonction de l'action. IGN note ces points et estime qu'en découle un effet de dynamisme. Nintendo Magazine juge la bande-son jamais lassante.
Joystick estime que Banjo-Kazooie surpasse « largement » Mario 64. Player One juge la comparaison inévitable et estime que si Mario était une excellente surprise, Banjo-Kazooie est « un chef-d'œuvre absolu, d'une richesse inouïe ». Nintendo Magazine déclare que Banjo-Kazooie a le mérite de corriger quelques erreurs de son modèle et en est son digne successeur. IGN ne peut nier l'évidence et les emprunts à son aîné. Cependant, le site estime que ce n'est pas une simple copie, mais une amélioration. Selon GameSpot, le jeu est beaucoup plus complet que Mario et que s'il en est un clone, « ce n'est pas un mauvais point ».

### Critiques de la version dématérialisée
La sortie de Banjo-Kazooie en version dématérialisée sur Xbox 360 est bien accueillie par la presse spécialisée,,. Le jeu obtient fin 2017 une moyenne de notes de 77 sur 100 sur Metacritic, avec dix-sept tests pris en compte. Certains professionnels comme Eurogamer considèrent le jeu comme étant relativement identique à l'original, donc « obsolète ». D'autres sont convaincus que cette version est une solide renaissance d'un classique,.

## Postérité

### Distinctions
En 1999, Banjo-Kazooie reçoit deux récompenses décernées par l'Academy of Interactive Arts and Sciences dans la catégorie des meilleurs jeux d'action de l'année sur console et des réalisations exceptionnelles en art ou graphisme.
Banjo-Kazooie est souvent cité dans la liste des meilleurs jeux vidéo de tous les temps. IGN le désigne comme jeu avec les meilleurs graphismes de l'année 1998, jeu avec les meilleures textures et meilleures musiques,. En 2000, le site le place au 7e rang du top 25 des meilleurs jeux Nintendo 64 de tous les temps. En 2009, Game Informer le place au 71e rang de son top cent des meilleurs jeux de tous les temps. En 2009, IGN le classe septième sur sa liste des dix meilleurs jeux Xbox Live Arcade. En 2015, Polygon place le jeu en tête de son classement des meilleurs jeux Rare. GamesRadar+ le place au dixième rang de son classement des « meilleurs jeux de plates-formes de tous les temps » (hors franchise Mario). En 2016, GamesRadar+ place le jeu au dixième rang de son top des meilleurs jeux Nintendo 64 de tous les temps. En 2016, Digital Spy le désigne cinquième meilleur jeu Nintendo 64 dans son top 20.

### Série
Banjo-Kazooie est le premier opus d'une série de jeux vidéo prolifique. Le succès obtenu par le jeu permet la création d'une suite intitulée Banjo-Tooie, sortie en 2000 sur Nintendo 64. Ce jeu reprend largement les mécanismes du gameplay de son prédécesseur. La série Banjo-Kazooie est complétée par deux jeux dérivés, sortis sur console portable. Banjo-Kazooie : La Revanche de Grunty et Banjo-Pilot sortent sur Game Boy Advance respectivement en 2003 et 2005,.
En 2008, un troisième jeu dans la série principale intitulé Banjo-Kazooie: Nuts and Bolts sort sur Xbox 360. Le gameplay diffère complètement de ses prédécesseurs, remplaçant l'apprentissage de nouvelles capacités par l'obligation de construire des véhicules de formes et de tailles variées afin de réussir des défis.
Les personnages Banjo et Kazooie deviennent populaires et font donc des caméos dans d'autres jeux produits par Rare, tels que Conker's Bad Fur Day, Grabbed by the Ghoulies. De son côté, Banjo est inclus dans Diddy Kong Racing avant même la parution de Banjo-Kazooie. En effet, la sortie de ce dernier est initialement prévue pour la fin de l'année 1997. Cependant, l'équipe de développeurs a trop de travail : la sortie est repoussée et le seul jeu que Rare peut sortir pour Noël 1997 est le projet Diddy Kong Racing,. Banjo et Kazooie sont également des personnages cachés du jeu Sonic and Sega All-Stars Racing sur Xbox 360, et entrent dans la liste des combattants de Super Smash Bros. Ultimate en 2019.
En 2015, la version Xbox Live Arcade de Banjo-Kazooie est publiée par Rare dans la compilation de jeux vidéo Rare Replay sur Xbox One,.
En 2017, une suite spirituelle de Banjo-Kazooie intitulée Yooka-Laylee est développée par Playtonic Games (un studio créé par des anciens concepteurs de chez Rare) et publiée par Team17 sur PC, PlayStation 4, Xbox One et Nintendo Switch,.

### Ressource primaire
1. ↑  Rare. Banjo-Kazooie (Nintendo 64). Nintendo. 30 juin 1998.

### Interviews
1. 1 2 3  (en) Tom Stone, « Ex-Rare legend Chris Sutherland gives us the lowdown on Banjo-Kazooie and Yooka-Laylee », sur GamesRadar+, 11 novembre 2016.
2. 1 2 3 4 5 6 7 8 9 10 11 12 13 14  (en) Rare, « Rare Revealed: Five Things You Didn't Know About Banjo-Kazooie » [vidéo], sur YouTube, 17 mars 2016.
3. 1 2  (en) Rare, « Rare Revealed: The Making of Banjo-Tooie » [vidéo], sur YouTube, 17 septembre 2015.

### Ressources secondaires
1. 1 2  (en) « Banjo-Kazooie », sur IGN.
2. 1 2  (en) Gamespot Staff, « Shippin' Out Nov. 30-Dec. 6: Prince of Persia, GTAIV PC », sur GameSpot, 2 décembre 2008.
3. 1 2 3 4 5 6 7 8 9 10 11 12 13 14 15 16 17 18 19  « Banjo-Kazooie », Nintendo Magazine, no 7,‎ septembre 1998, p. 30-35.
4. 1 2 3 4 5 6 7 8 9 10 11 12  « Banjo-Kazooie », X64, no 8,‎ juillet 1998, p. 28-31.
5. 1 2 3 4 5 6 7 8 9 10 11  « Banjo-Kazooie », Consoles +, no 79,‎ août 1998, p. 76-81.
6. 1 2 3 4 5 6 7 8 9 10 11 12 13 14  « Banjo-Kazooie », X64, no 9,‎ août 1998, p. 24-31.
7. 1 2 3  (en) « Banjo-Kazooie », 64 Player, no 4,‎ 1998, p. 18-82.
8. 1 2 3 4  « Banjo-Kazooie », Nintendo Magazine, no 6,‎ juillet-août 1998, p. 26-31.
9. 1 2 3 4 5 6 7 8 9 10  (en) Peer Schneider, « Banjo-Kazooie Review », sur IGN, 30 juin 1998.
10. 1 2 3 4  « Banjo-Kazooie », X64, no 10,‎ septembre 1998, p. 48-61.
11. 1 2 3 4 5 6 7  « Banjo-Kazooie », Player One, no 89,‎ septembre 1998, p. 88-91.
12. ↑  (en) Rachel Bucholz, « Boys' Life: Games », Boys' Life, vol. 88, no 7,‎ juillet 1998, p. 50.
13. 1 2 3  « Banjo-Kazooie », Joypad, no 77,‎ juillet-août 1998, p. 60-61.
14. ↑  (en) « Banjo-Kazooie », sur Next Generation, 7 avril 1998.
15. 1 2 3 4 5 6 7 8 9 10 11 12 13 14 15 16 17 18 19 20 21 22 23 24 25 26  (en) « The Making of: Banjo-Kazooie », Retro Gamer, no 36,‎ 2007, p. 18-25
16. 1 2 3  (en) James Egan, 1000 Facts about Video Games Vol. 2, Lulu.com, 2016 (lire en ligne), p. 12.
17. 1 2 3 4 5  (en) « The History of: Banjo-Kazooie », Retro Gamer, no 132,‎ aout 2014, p. 78-85
18. 1 2  (en) « Banjo-Kazooie », N64 Magazine, no 16,‎ juin 1998, p. 10-13.
19. 1 2 3  (en) Martin Watts, « Month Of Kong: The Making Of Diddy Kong Racing », sur NintendoLife, 23 février 2014.
20. ↑  (en) Stephen Totilo, « Why I Finally Accept What Happened To That 'Banjo Kazooie' Stop N Swop Thing », sur MTV, 23 mai 2008.
21. ↑  (en) IGN Staff, « Banjo-Kazooie Unveiled », sur IGN, 17 juin 1997.
22. 1 2  (en) IGN Staff, « Banjo-Kazooie Still Delayed », sur IGN, 10 septembre 1997.
23. ↑  (en) « PCCG-00486 - Banjo to Kazooie no Daibouken Original Soundtrack  », sur VGMdb.
24. ↑  (en) « Banjo-Kazooie retrospective: A Rare gem on the N64 », sur Digital Spy, 23 mars 2013.
25. ↑  (en) Kyle Hilliard, « Banjo-Kazooie Composer Posts Entire Soundtrack Online For Download », sur Game Informer, 4 octobre 2014.
26. ↑  (en) K.M. McFarland, « Three Classic Rareware Game Soundtracks Are Coming To Vinyl », sur Wired, 4 août 2015.
27. ↑  (en) Tom Phillips, « Banjo-Kazooie, Perfect Dark, Battletoads soundtracks headed to vinyl », sur Eurogamer, 3 août 2015.
28. ↑  (en) Ryan Geddes, « Banjo-Kazooie Dated For XBLA », sur IGN, 24 septembre 2008.
29. ↑  (en) Erik Brudvig, « E3 2008: Banjo-Kazooie Hops on Live Arcade », sur IGN, 14 juillet 2008.
30. ↑  (en) Erik Brudvig, « Banjo-Kazooie Hands-on », sur IGN, 25 septembre 2008.
31. 1 2  (en) Erik Brudvig, « Banjo-Kazooie Review », sur IGN, 5 novembre 2008.
32. ↑  Jarod, « Banjo-Kazooie sera disponible vendredi dans l'abonnement Nintendo Switch Online » , sur Gamekult, 19 janvier 2022 (consulté le 19 janvier 2022)
33. ↑  (en) « Banjo-Kazooie », Edge, no 61,‎ août 1998, p. 82–84.
34. ↑  (en) Air Hendrix, « Banjo-Kazooie », GamePro, 24 novembre 2000.
35. 1 2 3 4 5 6 7 8  « Banjo-Kazooie », Joypad, no 78,‎ septembre 1998, p. 91-95.
36. 1 2 3 4 5  « Banjo-Kazooie », Joystick, no 79,‎ septembre 1998, p. 208.
37. ↑  (en) James Ashton, « Banjo-Kazooie », N64 Magazine, no 18,‎ août 1998, p. 54–67.
38. 1 2  (en) « Banjo-Kazooie », Nintendo Power, no 109,‎ juin 1998, p. 94.
39. ↑  (en) Victor Lucas, « Banjo-Kazooie Review », sur Electric Playground, 1998.
40. ↑  (en) Colin, « Banjo-Kazooie Review », sur GameRevolution, 1er juillet 1998.
41. 1 2 3 4  (en) Jeff Gerstmann, « Banjo-Kazooie Review », sur GameSpot, 1er juillet 1998.
42. ↑  (en) « Banjo-Kazooie », sur Metacritic.
43. ↑  (en) « US Platinum Videogame Chart », sur The Magic Box, 27 décembre 2007.
44. ↑  (en) « Nintendo 64 Japanese Ranking », sur Japan Game Charts, 10 avril 2008.
45. ↑  (en) Erik Brudvig, « Banjo-Kazooie Review », sur IGN, 5 novembre 2008.
46. ↑  « Test Banjo-Kazooie sur N64 », sur Jeuxvideo.com, 5 mai 2009.
47. 1 2  (en) Kristan Reed, « Banjo-Kazooie », sur Eurogamer, 25 novembre 2008.
48. ↑  (en) « Banjo-Kazooie », sur Metacritic.
49. ↑  (en) « Welcome to the Academy Of Interactive Arts & Sciences », sur Academy of Interactive Arts and Sciences, 2000.
50. ↑  (en) IGN Staff, « Best Graphics of 1998 », sur IGN, 6 février 1999.
51. ↑  (en) IGN Staff, « Best Sound of 1998 », sur IGN, 6 février 1999.
52. ↑  (en) IGN Staff, « The Top 25 N64 Games of All Time », sur IGN, 15 juin 2000.
53. ↑  (en) Jeff Cork, « Game Informer's Top 100 Games Of All Time (Circa Issue 100) », sur Game Informer, 16 novembre 2009.
54. ↑  (en) Cam Shea, « IGN's Top 10 Xbox Live Arcade Games », sur IGN, 7 mai 2009.
55. ↑  (en) Philip Kollar, « Rare Replay Countdown: 30 Rare classics ranked from worst to best », sur Polygon, 4 août 2015.
56. ↑  (en) Justin Towell, « The best platform games ever (that aren't Mario): Page 2 », sur GamesRadar+, 3 juillet 2015.
57. ↑  (en) GamesRadar+ Staff, « The best N64 games of all time », sur GamesRadar+, 3 août 2016.
58. ↑  (en) Sam Loveridge, « 20 best N64 games of all time, ranked », sur Digital Spy, 23 juin 2017.
59. ↑  (en) Fran Mirabella III, « Banjo-Tooie », sur IGN, 20 novembre 2000.
60. ↑  (en) Frank Provo, « Banjo-Kazooie: Grunty's Revenge Review », sur GameSpot, 22 septembre 2003.
61. ↑  (en) Phil Theobald, « Game Boy Advance: Banjo Pilot », sur GameSpy, 31 janvier 2005.
62. ↑  (en) Erik Brudvig, « Banjo-Kazooie: Nuts & Bolts Review », sur IGN, 5 novembre 2008.
63. ↑  (en) Andy Robinson, « MS sees Banjo as Mario-like 360 mascot », sur Computer and Video Games, 17 juillet 2008.
64. 1 2  (en) Mike Fahey, « Conker's Bad Fur Day Was Once A Very Different Game », sur Kotaku, 3 octobre 2015.
65. ↑  JeromeJoffard, « Bande-annonce Super Smash Bros. Ultimate annonce Banjo & Kazooie - E3 2019 », sur Jeuxvideo.com, 11 juin 2019.
66. ↑  Puyo, « Test : Rare Replay », sur Gamekult, 4 août 2015.
67. ↑  Anagund, « Test Rare Replay : Une compilation de qualité, c'est Rare ! », sur Jeuxvideo.com, 14 août 2015.
68. ↑  (en) Kyle Hilliard, « Former Rare Developers Form Playtonic Games, Announce Project Ukulele », sur Game Informer, 10 février 2015.
69. ↑  (en) Kallie Plagge, « Yooka-Laylee Review », sur GameSpot, 4 avril 2017.
70. ↑  mrderiv, « Test du Yooka-Laylee - La perle Rare de la plateforme 3D ? », sur Jeuxvideo.com, 13 avril 2017.